# 安原仁兵衛
安原 仁兵衛（やすはら にへえ、1874年10月18日 - 1931年8月6日）は、日本の政治家。衆議院議員（2期）。

## 経歴
滋賀県出身。明治法律学校で学ぶ。滋賀県議、同議長となる。また、近江重布(株)、高島銀行各取締役を務めた。
1920年の第14回衆議院議員総選挙において滋賀2区から立憲政友会公認で立候補して当選。1924年の第15回衆議院議員総選挙では87票差で落選。1928年の第16回衆議院議員総選挙では滋賀県全県区から立候補して返り咲いた。衆議院議員を2期務めた。1930年の第17回衆議院議員総選挙には出馬しなかった。1931年死去。